# 马法穆迪
马法穆迪是葡萄牙波尔图区的一个堂区。总面积5.39平方公里，总人口38940人，人口密度7224.5人/平方公里。